# Commentary
Commentary (рус. «Комментарий») — американский ежемесячный журнал, освещающий вопросы религии, иудаизма, Израиля и политики, а также социальные и культурные проблемы. Основан Американским еврейским комитетом в 1945 году.

## История
Журнал был основан в 1945 году под руководством Эллиота Коэна, который был главным редактором до 1959 года. Commentary стал ведущим послевоенным изданием по еврейским вопросам. Журнал стремился сформировать новую американскую еврейскую идентичность, осмысливая события Холокоста, образование Государства Израиль и Холодную войну.
С 1960 по 1995 год журналом руководил Норман Подгорец. В этот период Commentary стал голосом антисталинских левых. По мере того как Подгорец в 1970-х и 1980-х годах сдвигался от своих первоначальных либеральных демократических убеждений к неоконсерватизму, он переориентировал журнал вправо и в сторону Республиканской партии.
В 2007 году журнал прекратил свою связь с Американским еврейским комитетом, когда издателем стала независимая некоммерческая организация Commentary, Inc.

## Влияние
Commentary сыграл значительную роль в формировании интеллектуальной и политической жизни США во второй половине XX века. Журнал публиковал таких влиятельных авторов, как Ханна Арендт, Дэниел Белл, Сидни Хук и Ирвинг Хау.
Историк и литературный критик Ричард Пеллс отметил, что «ни один другой журнал за последние полвека не был столь последовательно влиятельным или столь центральным для основных дебатов, которые трансформировали политическую и интеллектуальную жизнь Соединенных Штатов».

## Упоминания в массовой культуре
Commentary упоминается в трёх фильмах Вуди Аллена: «Бананы» (1971), «Энни Холл» (1977) и «Преступления и проступки» (1989).